# Reprezentacja Wybrzeża Kości Słoniowej w piłce ręcznej mężczyzn
Reprezentacja Wybrzeża Kości Słoniowej w piłce ręcznej mężczyzn – narodowy zespół piłkarzy ręcznych Wybrzeża Kości Słoniowej. Reprezentuje swój kraj w rozgrywkach międzynarodowych.

## Turnieje

### Udział wmistrzostwach Afryki
| Rok  | Wynik | Źródło |
| ---- | ----- | ------ |
| 1974 | –     |        |
| 1976 | 6.    |        |
| 1979 | 7.    |        |
| 1981 | 2.    |        |
| 1983 | –     |        |
| 1985 | 6.    |        |
| 1987 | 6.    |        |
| 1989 | 6.    |        |
| 1991 | 5.    |        |
| 1992 | 5.    |        |
| 1994 | 6.    |        |
| 1996 | 8.    |        |
| 1998 | 7.    |        |
| 2000 | –     |        |
| 2002 | 10.   |        |
| 2004 | –     |        |
| 2006 | 7.    |        |
| 2008 | –     |        |
| 2010 | 12.   |        |
| 2012 | 10.   |        |
| 2014 | –     |        |